# Kabinett Meloni
Das Kabinett Meloni bildet seit dem 22. Oktober 2022 die Regierung der Italienischen Republik. Es löste das Kabinett Draghi ab.

## Regierungsparteien
Die Regierung setzt sich aus Politikern folgender Parteien sowie parteilosen Politikern zusammen:
| Partei                                         | Partei                             | Parteivorsitz                     | Politische Ausrichtung                                                          | Europäische Partei/Fraktion |
| ---------------------------------------------- | ---------------------------------- | --------------------------------- | ------------------------------------------------------------------------------- | --------------------------- |
|                                                | Fratelli d’Italia Brüder Italiens  | Giorgia Meloni                    | Postfaschismus, Nationalismus, Nationalkonservatismus, EU-Skepsis               | EKR/EKR                     |
|                                                | Lega Liga                          | Matteo Salvini                    | Rechtspopulismus, Nationalismus, Anti-Globalisierungs-Politik                   | IDP/PfE                     |
|                                                | Forza Italia (FI) Vorwärts Italien | Silvio Berlusconi † 12. Juni 2023 | Liberaler Konservatismus, Christdemokratie, Wirtschaftsliberalismus, Populismus | EVP/EVP                     |
| Antonio Tajani bis 15. Juli 2023 kommissarisch | Forza Italia (FI) Vorwärts Italien |                                   | Liberaler Konservatismus, Christdemokratie, Wirtschaftsliberalismus, Populismus | EVP/EVP                     |

## Kabinettsmitglieder

### Präsident des Ministerrats
| Amt oder Ressort                              | Bild | Name           | Partei | Partei |
| --------------------------------------------- | ---- | -------------- | ------ | ------ |
| Präsident des Ministerrats                    |      | Giorgia Meloni |        | FdI    |
| Stellvertretende Präsidenten des Ministerrats |      | Matteo Salvini |        | Lega   |
| Stellvertretende Präsidenten des Ministerrats |      | Antonio Tajani |        | FI     |

### Sekretär des Ministerrats
| Amt oder Ressort          | Bild | Name              | Partei | Partei    |
| ------------------------- | ---- | ----------------- | ------ | --------- |
| Sekretär des Ministerrats |      | Alfredo Mantovano |        | Parteilos |

### Minister

#### Mit Geschäftsbereich
| Amt oder Ressort                              | Bild | Name                                      | Partei | Partei    |
| --------------------------------------------- | ---- | ----------------------------------------- | ------ | --------- |
| Auswärtiges und internationale Zusammenarbeit |      | Antonio Tajani                            |        | FI        |
| Inneres                                       |      | Matteo Piantedosi                         |        | Parteilos |
| Justiz                                        |      | Carlo Nordio                              |        | FdI       |
| Verteidigung                                  |      | Guido Crosetto                            |        | FdI       |
| Wirtschaft und Finanzen                       |      | Giancarlo Giorgetti                       |        | Lega      |
| Unternehmen und Made in Italy                 |      | Adolfo Urso                               |        | FdI       |
| Landwirtschaft und Ernährungssouveränität     |      | Francesco Lollobrigida                    |        | FdI       |
| Umwelt und Energiesicherheit                  |      | Gilberto Pichetto Fratin                  |        | FI        |
| Nachhaltige Infrastruktur und Mobilität       |      | Matteo Salvini                            |        | Lega      |
| Arbeit und Sozialpolitik                      |      | Marina Elvira Calderone                   |        | Parteilos |
| Unterricht und Verdienste                     |      | Giuseppe Valditara                        |        | Lega      |
| Universität und Forschung                     |      | Anna Maria Bernini                        |        | FI        |
| Kultur                                        |      | Gennaro Sangiuliano bis 6. September 2024 |        | Parteilos |
| Kultur                                        |      | Alessandro Giuli ab 6. September 2024     |        | parteilos |
| Gesundheit                                    |      | Orazio Schillaci                          |        | Parteilos |
| Tourismus                                     |      | Daniela Santanchè                         |        | FdI       |

#### Ohne Geschäftsbereich
| Amt oder Ressort                                                   | Bild | Name                                 | Partei | Partei    |
| ------------------------------------------------------------------ | ---- | ------------------------------------ | ------ | --------- |
| Beziehungen zum Parlament                                          |      | Luca Ciriani                         |        | FdI       |
| Öffentliche Verwaltung                                             |      | Paolo Zangrillo                      |        | FI        |
| Regionale Angelegenheiten und Autonomie                            |      | Roberto Calderoli                    |        | Lega      |
| Zivilschutz und Meer                                               |      | Nello Musumeci                       |        | FdI       |
| Familie, Geburten und Chancengleichheit                            |      | Eugenia Roccella                     |        | FdI       |
| Europäische Angelegenheiten, Süditalien, Zusammenhalt und den PNRR |      | Raffaele Fitto bis 30. November 2024 |        | FdI       |
| Europäische Angelegenheiten, Süditalien, Zusammenhalt und den PNRR |      | Tommaso Foti ab 2. Dezember 2024     |        | FdI       |
| Behinderte                                                         |      | Alessandra Locatelli                 |        | Lega      |
| Sport und Jugend                                                   |      | Andrea Abodi                         |        | Parteilos |
| Institutionelle Reformen und Regulatorische Vereinfachung          |      | Maria Elisabetta Alberti Casellati   |        | FI        |

### Vizeminister
| Ressort                                       | Bild | Name                  | Partei |
| --------------------------------------------- | ---- | --------------------- | ------ |
| Auswärtiges und internationale Zusammenarbeit |      | Edmondo Cirielli      | FdI    |
| Justiz                                        |      | Francesco Paolo Sisto | FI     |
| Finanzen                                      |      | Maurizio Leo          | FdI    |
| Unternehmen und Made in Italy                 |      | Valentino Valentini   | FI     |
| Umwelt und Energiesicherheit                  |      | Vannia Gava           | Lega   |
| Nachhaltige Infrastruktur und Mobilität       |      | Galeazzo Bignami      | FdI    |
| Nachhaltige Infrastruktur und Mobilität       |      | Edoardo Rixi          | Lega   |
| Soziales                                      |      | Maria Teresa Bellucci | FdI    |

### Staatssekretäre
| Ressort                                                          | Bilder                                | Name                                     | Partei    |
| ---------------------------------------------------------------- | ------------------------------------- | ---------------------------------------- | --------- |
| Technologische Innovationen (bei der Ministerpräsidentin)        |                                       | Alessio Butti                            | FdI       |
| Umsetzung des Regierungsprogramms (bei der Ministerpräsidentin)  |                                       | Giovanbattista Fazzolari                 | FdI       |
| Informationen und das Verlagswesen (bei der Ministerpräsidentin) |                                       | Alberto Barachini                        | FI        |
| Wirtschaftspolitische Koordination (bei der Ministerpräsidentin) |                                       | Alessandro Morelli                       | Lega      |
| Beziehungen zum Parlament                                        |                                       | Giuseppina Castiello                     | Lega      |
| Beziehungen zum Parlament                                        |                                       | Matilde Siracusano                       | FI        |
| Auswärtiges und internationale Beziehungen                       |                                       | Giorgio Silli                            | Cambiamo! |
| Auswärtiges und internationale Beziehungen                       |                                       | Maria Tripodi                            | FI        |
| Inneres                                                          |                                       | Wanda Ferro                              | FdI       |
| Inneres                                                          |                                       | Nicola Molteni                           | Lega      |
| Inneres                                                          |                                       | Emanuele Prisco                          | FdI       |
| Justiz                                                           |                                       | Andrea Delmastro Delle Vedove            | Lega      |
| Justiz                                                           |                                       | Andrea Ostellari                         | Lega      |
| Verteidigung                                                     |                                       | Matteo Perego di Cremnago                | FI        |
| Verteidigung                                                     |                                       | Isabella Rauti                           | FdI       |
| Wirtschaft und Finanzen                                          |                                       | Lucia Albano                             | FdI       |
| Wirtschaft und Finanzen                                          |                                       | Federico Freni                           | Lega      |
| Wirtschaft und Finanzen                                          |                                       | Sandra Savino                            | FI        |
| Unternehmen und Made in Italy                                    |                                       | Fausta Bergamotto                        | FdI       |
| Unternehmen und Made in Italy                                    |                                       | Massimo Bitonci                          | Lega      |
| Landwirtschaft und Ernährungssouveränität                        |                                       | Luigi D’Eramo                            | Lega      |
| Landwirtschaft und Ernährungssouveränität                        |                                       | Patrizio Giacomo La Pietra               | FdI       |
| Umwelt und Energiesicherheit                                     |                                       | Claudio Barbaro                          | FdI       |
| Nachhaltige Infrastruktur und Mobilität                          |                                       | Tullio Ferrante                          | FI        |
| Arbeit und Sozialpolitik                                         |                                       | Claudio Durigon                          | Lega      |
| Unterricht und Verdienste                                        |                                       | Paola Frassinetti                        | FdI       |
| Universität und Forschung                                        |                                       | Augusta Montaruli (bis 24. Februar 2023) | FdI       |
| Kultur                                                           |                                       | Lucia Borgonzoni                         | Lega      |
| Kultur                                                           |                                       | Gianmarco Mazzi                          | FdI       |
| Kultur                                                           | Vittorio Sgarbi (bis 2. Februar 2024) |                                          |           |
| Gesundheit                                                       |                                       | Marcello Gemmato                         | FdI       |